# Alla conquista del West (film)
Alla conquista del West (The Macahans) è un film per la televisione del 1976 diretto da Bernard McEveety, episodio pilota dell'omonima serie televisiva. Fu trasmesso negli USA dalla ABC il 19 gennaio 1976, in Italia su Rai 2 il 14 ottobre 1979.

## Trama
Zeb Macahan ritorna in Virginia, alla fattoria di suo fratello, per condurre la famiglia in Oregon. Durante il viaggio, alcune truppe incontrate informano che in Virginia è scoppiata la guerra così Timothy torna indietro a cercare di mettere al riparo i genitori ormai anziani. Poco tempo dopo non rivedendo Timothy, Luke decide di andarlo a cercare ma viene arruolato con la forza e ferito in battaglia, ritrova il padre ormai morente in un campo nordista. Stanco di combattere fugge e per sbaglio viene scambiato per un ladro di cavalli ma nel liberarsi dalla forca sommaria ferisce uno sceriffo. Zeb intanto è alle prese con un regolamento di conti con un vecchio nemico che aveva precedentemente fatto incarcerare.